# 中川興長

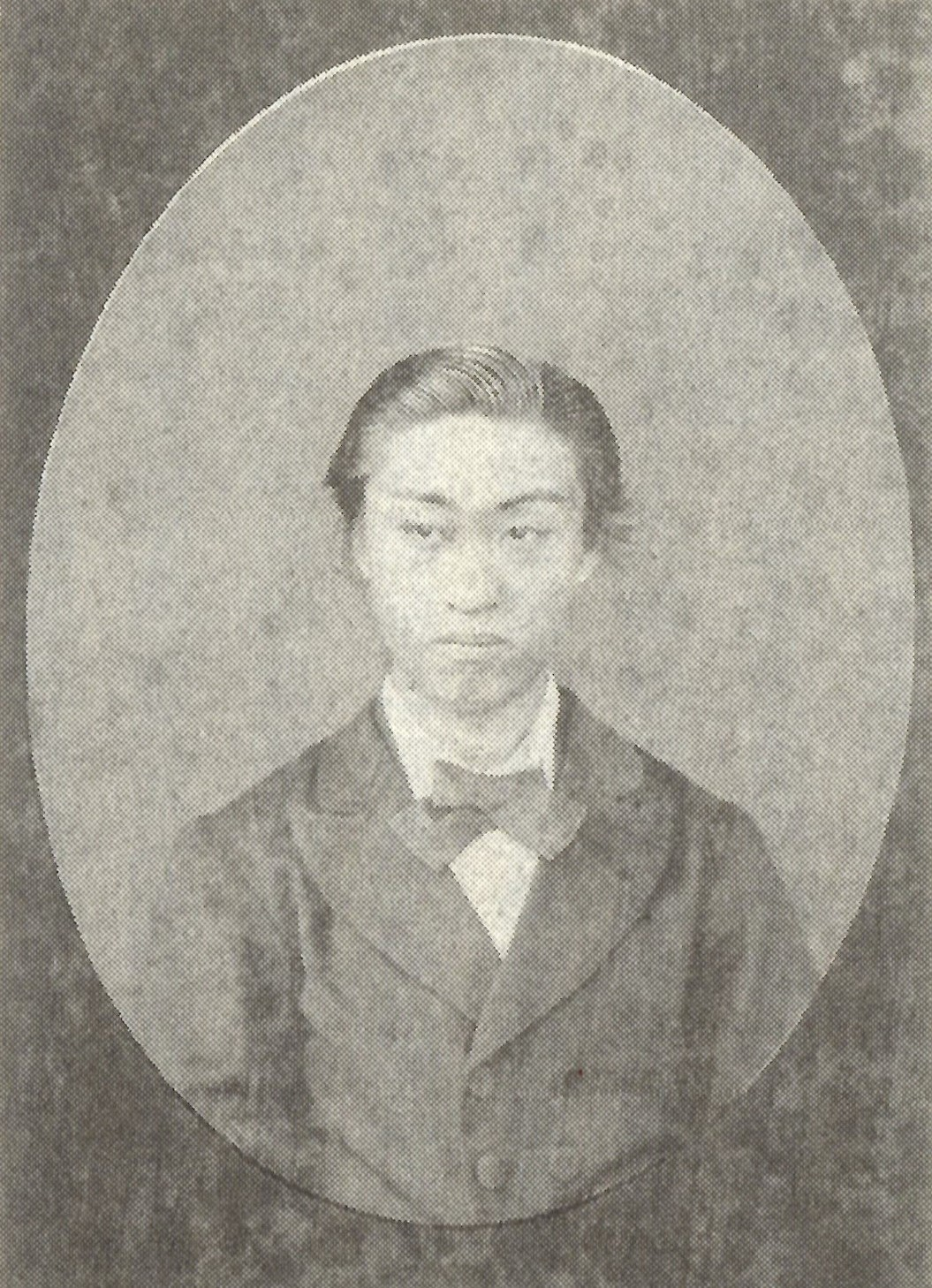
中川興長

中川 興長（なかがわ おきなが、1853年11月20日〈嘉永6年10月20日〉 - 1920年〈大正9年〉5月15日）は、明治・大正期の神職、宮内官、政治家、奈良華族。正三位勲三等。貴族院男爵議員。旧姓・甘露寺、旧名・堯祐。

## 経歴
山城国京都で権中納言・甘露寺愛長の七男として生まれる。万延元年4月（1860年5-6月）興福寺五大院を相続し、文久2年11月（1862年12 - 1863年1月）得度して住職に就任。慶応4年4月（1868年）復飾を命ぜられ、春日社新神司となる。明治2年3月（1869年4-5月）、堂上格に列し、同年5月29日（7月8日）元服して昇殿を許された。同年11月（12月）家号を中川に改名。1875年（明治8年）3月28日、華族に列し、1884年（明治17年）7月8日、男爵を叙爵した。
石上神社少宮司兼大和神社少宮司、兼大講義、大神神社少宮司、広瀬神社少宮司、殿掌、宮内省属などを務めた。
1890年（明治23年）7月10日、貴族院男爵議員に選出され、死去するまで在任した。その他、官有財産調査会委員を務めた。

## 栄典
- 大正03年（1914年）06月18日 - 叙正三位[8]

## 墓所
青山霊園1-ロ22-4

## 親族
- 母：甘露寺忠子（今城定成六女）[5][9]
- 先妻：中川楢子（ならこ、清水馬之丞長女）[1]
- 後妻：中川岩子（いわこ、滋野井公寿長女）[1]
  - 長男：中川良長（貴族院男爵議員）[1][10]
  - 二女：秀峯（長福寺住職）[1][10]
  - 四男：増山正興（旧名・興功、増山正治養子、貴族院子爵議員）[1][10]